# El Día (Canaries)
Pour les articles homonymes, voir El Día.
El Día est un journal espagnol publié à Santa Cruz de Tenerife (Tenerife, Canaries). C'est le plus diffusé dans l'archipel.